# Rodovia Fernão Dias

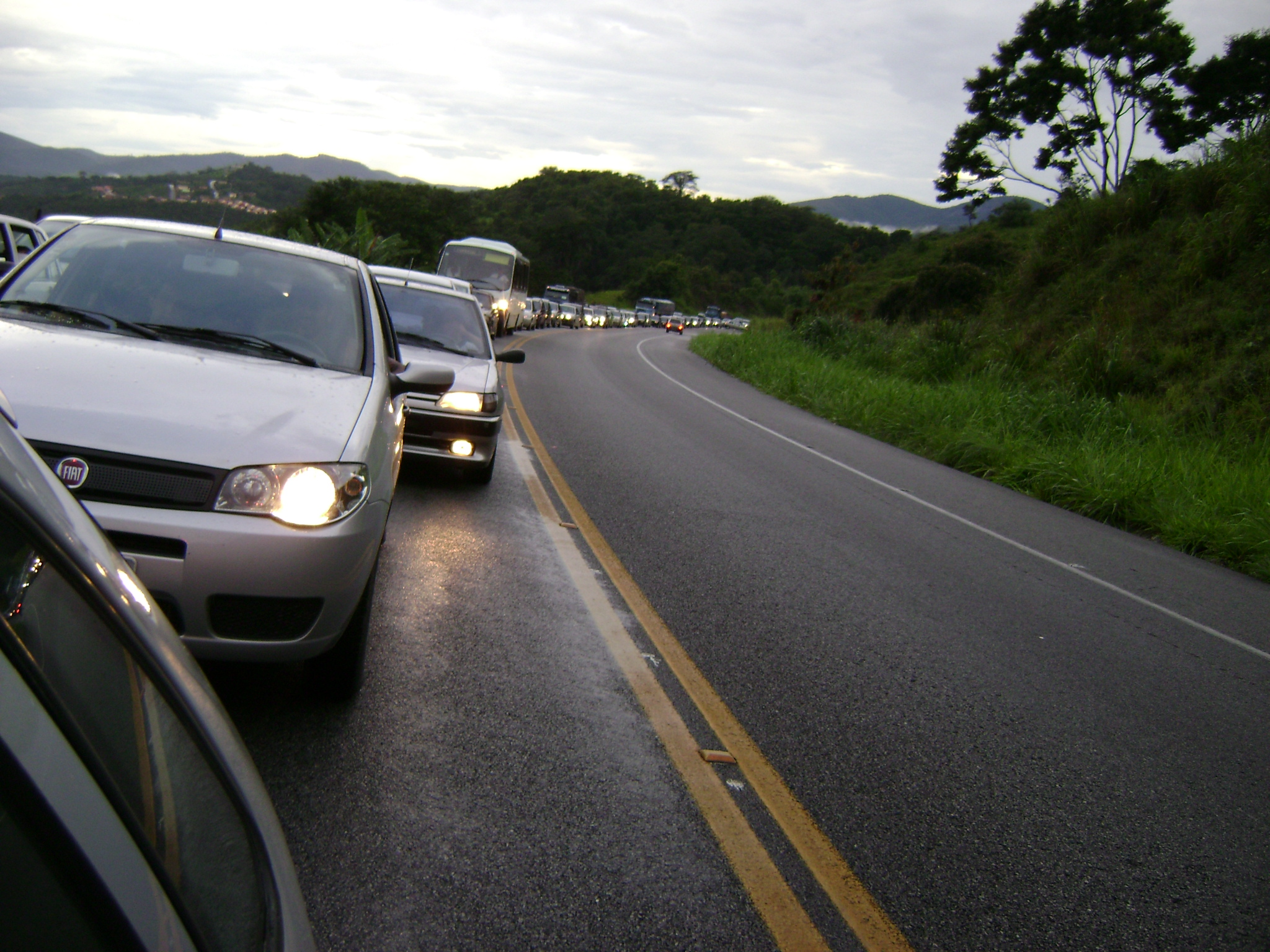
Engarrafamento na BR-381, ao leste (e próximo) de Belo Horizonte.

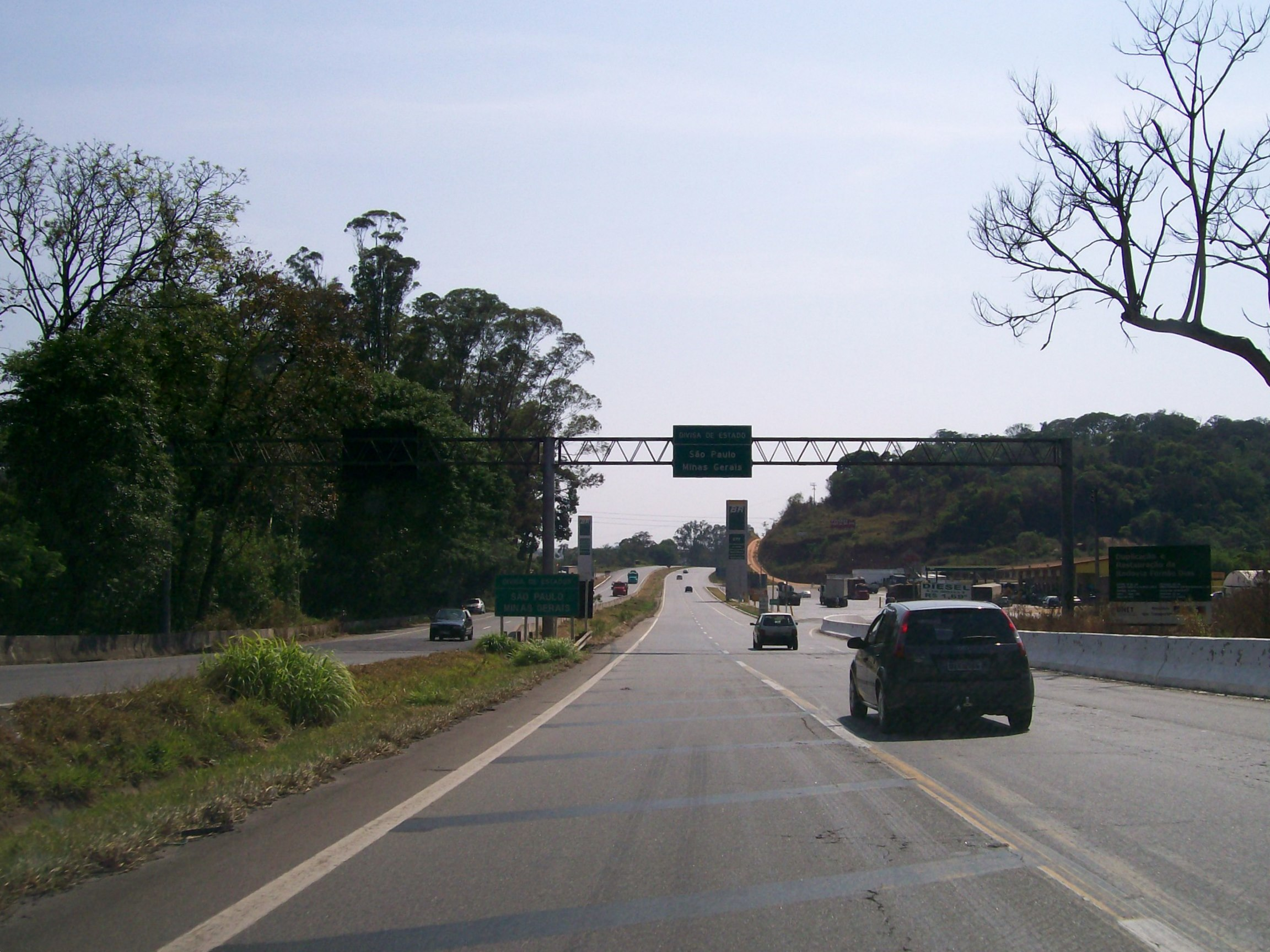
Divisa entre São Paulo e Minas Gerais, sentido Belo Horizonte.

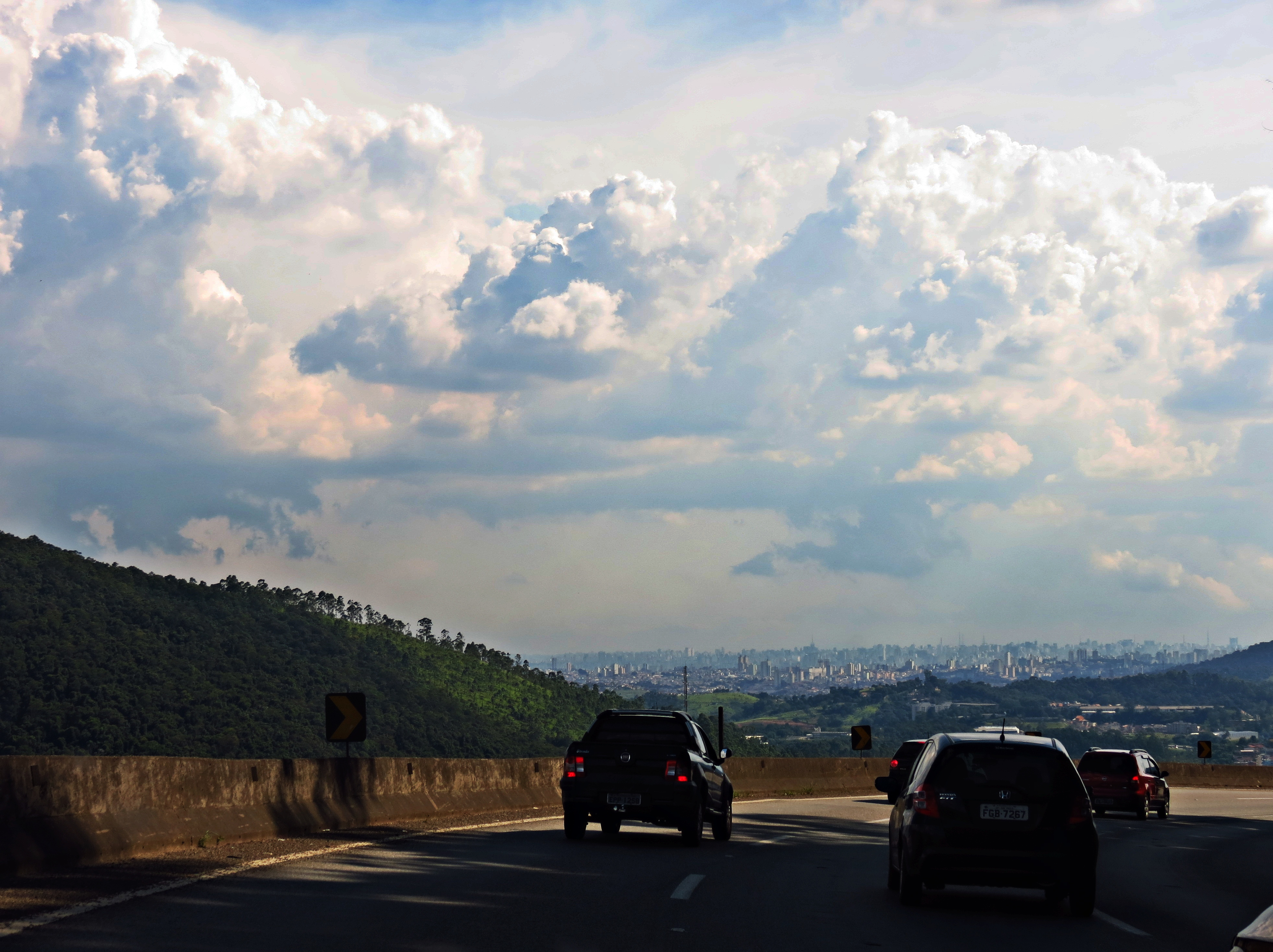
Vista da descida da Rodovia Fernão Dias na chegada a São Paulo, trecho em que a rodovia corta a Serra da Cantareira.

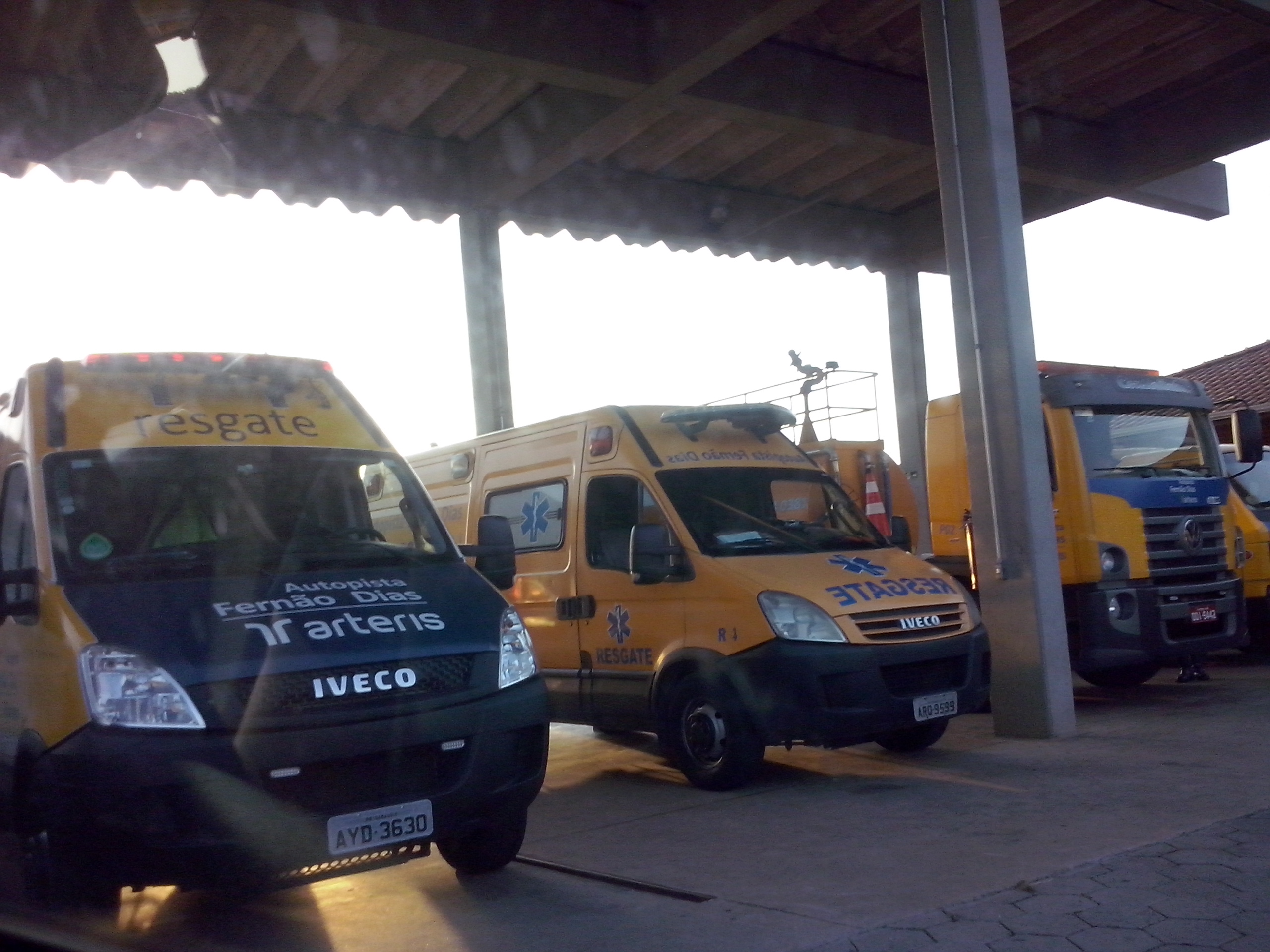
Veículos de apoio em Três Corações.

A Rodovia Fernão Dias ou anteriormente Via Fernão Dias, é a denominação que a BR-381 recebe no trecho entre duas regiões metropolitanas brasileiras: a Grande São Paulo e a Grande Belo Horizonte.

## História
Em 1959, foi inaugurada pelo presidente Juscelino Kubitschek a ligação Belo Horizonte-Pouso Alegre quando ainda estava inacabada a obra. Contudo, apenas em 1961 a rodovia havia sido totalmente concluída, com a finalização das obras no trecho paulista.
Segundo o Departamento de Estradas de Rodagem de Minas Gerais (DER-MG), 43% da economia mineira, 20% de toda a produção do parque industrial de Minas e de São Paulo, cerca de 60% da produção nacional de ferro-gusa e aproximadamente 3 milhões de toneladas da produção agrícola mineira passam pela BR-381, representando uma circulação média de mais de 15 mil veículos - entre ônibus, caminhões e automóveis - por dia. Além disso, 25% da população mineira vivem e trabalham em sua área de influência.
Em junho de 2002, após quase oito anos de obras, o presidente Fernando Henrique Cardoso entregou a total duplicação da rodovia.
Em outubro de 2007 a ANTT (Agência Nacional de Transportes Terrestres) realizou o leilão da rodovia Fernão Dias, juntamente com outras rodovias Federais, e a Arteris venceu oferecendo as menores tarifas de pedágio. A Arteris e o Governo Federal assinaram no dia 14 de fevereiro de 2008 o contrato de concessão por 25 anos para a gestão e operacionalização da Rodovia Fernão Dias (BR-381), com 562 km de extensão.
Pelo sistema antigo de numeração das rodovias federais, em vigor até 1964, era conhecida como BR-55.

## Bloqueio total da pista sentido BH
Um deslocamento de terra afetou as estruturas do viaduto da pista norte no km 79 (sentido BH), entre São Paulo e Mairiporã. A pista foi totalmente bloqueada no dia 26 de fevereiro de 2010 e a concessionária deu um prazo de até 6 meses para a liberação do viaduto, no entanto em abril foi prometido que até junho o tráfego seria restabelecido com um desvio lateral à ponte contendo duas faixas de rolamento. Entre fevereiro e junho, o desvio foi feito pela Estrada Sezefredo Fagundes (SP-8), rodovia de pista simples e sinuosa, causando enormes congestionamentos. A partir das 10h do dia 1º de junho, o trecho que vai do km 76 ao km 79 da pista sentido São Paulo da rodovia foi liberado para mão dupla para que o tráfego da pista sentido Belo Horizonte fosse retomado. Finalmente, o viaduto da pista norte foi liberado para o tráfego a partir das 9h do dia 7 de dezembro de 2010.

## Principais municípios cortados pela rodovia

### São Paulo
| - Guarulhos - São Paulo - Mairiporã | - Atibaia - Bragança Paulista - Vargem |

### Minas Gerais
| - Extrema - Itapeva - Camanducaia - Cambuí - Estiva - Pouso Alegre - São Sebastião da Bela Vista - Careaçu - São Gonçalo do Sapucaí - Campanha - Três Corações - Varginha - Carmo da Cachoeira - Nepomuceno - Lavras | - Ribeirão Vermelho - Perdões - Santo Antônio do Amparo - Oliveira - Carmópolis de Minas - Itaguara - Itatiaiuçu - Rio Manso - Brumadinho - Igarapé - São Joaquim de Bicas - Betim - Contagem - Belo Horizonte |

## Localização das praças de pedágio

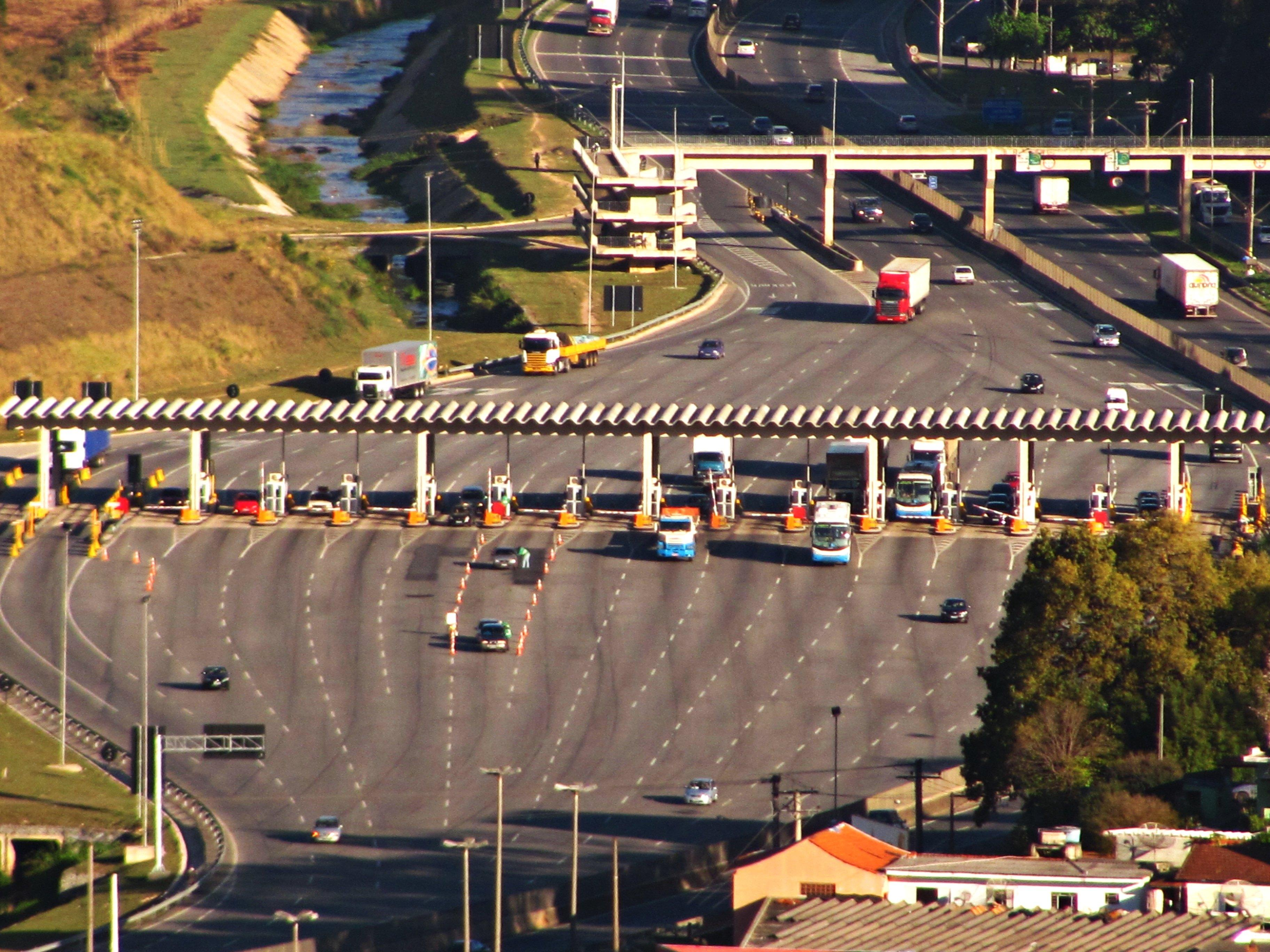
Praça de Pedágio no centro da cidade de Mairiporã, primeiro pedágio no trecho paulista no sentido Minas Gerais.

### São Paulo
- km 007 - Vargem
- km 066 - Mairiporã

### Minas Gerais
- km 902 - Cambuí
- km 804 - São Gonçalo do Sapucaí
- km 733 - Carmo da Cachoeira
- km 659 - Santo Antônio do Amparo
- km 596 - Carmópolis de Minas
- km 546 - Itatiaiuçu

Obs: Todas as praças são bidirecionais.